# Cremps
Cremps é uma comuna francesa na região administrativa de Occitânia, no departamento de Lot. Estende-se por uma área de 19,66 km². Em 2010 a comuna tinha 368 habitantes (densidade: 18,7 hab./km²).